# Неонели
Неонели (итал. Neoneli) је насеље у Италији у округу Ористано, региону Сардинија.
Према процени из 2011. у насељу је живело 713 становника. Насеље се налази на надморској висини од 547 м.

## Становништво
Према резултатима пописа становништва 2011. у општини је живело 713 становника.
| 1931. | 1936. | 1951. | 1961. | 1971. | 1981. | 1991. | 2001. | 2011. |
| ----- | ----- | ----- | ----- | ----- | ----- | ----- | ----- | ----- |
| 1.052 | 1.050 | 1.145 | 1.216 | 967   | 888   | 832   | 791   | 713   |